# Хирата, Акихико
Акихико Хирата (яп. 平田 昭彦, * 26 декабря 1927, Сеул, Южная Корея, имя при рождении Акихико Онода (яп. 小野田 昭彦) — 25 июля 1984, Токио, Япония) — японский актёр, известный своими многочисленными выступлениями в плёнках Toho-студий.
Хирата был женат на актрисе Ёсико Куга.

## Избранная фильмография
- «The Last Embrace» (1953)
- «Girls Amongst the Flowers» (1953)
- «Even the Mighty Shed Tears» (1953)
- «Samurai I: Musashi Miyamoto» (1954)
- «Годзилла» (1954)
- «The Lone Journey» (1955)
- «Samurai II: Duel at Ichijoji Temple» (1955)
- «Samurai III: Duel at Ganryu Island» (1956)
- «Родан» (1956)
- «The Mysterians» (1957)
- «The H-Man» (1958)
- «Великий монстр Варан» (1958)
- «Submarine I-57 Will Not Surrender» (1959)
- «Рождение Японии» (1959)
- «The Secret of the Telegian» (1960)
- «Storm Over the Pacific» (1960)
- «Мотра» (1961)
- «Gorath» (1962)
- «Кинг-Конг против Годзиллы» (1962)
- «Atragon» (1963)
- «Ghidorah, the Three-Headed Monster» (1964)
- «100 Shot, 100 Killed» (1965)
- «Ультрамен (серия)» (1966) as Doctor Iwamoto
- «Ebirah, Horror of the Deep» (1966)
- «The Killing Bottles» (1967)
- «Son of Godzilla» (1967)
- «Latitude Zero» (1969)
- «Годзилла против Мехагодзиллы» (1974)
- «Prophecies of Nostradamus» (1974)
- «Террор Мехагодзиллы» (1975)
- «Мужчине живётся трудно. Фильм 19: Торадзиро и барин» (1977)
- «The War in Space» (1977)
- «Sayonara Jupiter» (1984)